# World on Fire (песня Нейта Смита)
«World on Fire» (с англ. — «Мир в огне») — песня американского кантри-певца Нейта Смита. Она была выпущена 5 июня 2023 года на кантри-радио в качестве второго сингла с дебютного студийного альбома Смита Nate Smith. Песня была написана Смитом вместе с Эшли Горли, Тейлором Филлипсом и Линдсеем Раймсом. Сингл достиг первого места в американском кантри-чарте Country Airplay, а также лидировал в канадском кантри-чарте.

## История
Идея песни «World on Fire» возникла во время сессии написания песен Нейтом Смитом, Эшли Горли, Линдси Раймс и Тейлором Филлипсом. Филлипс, который также является добровольным пожарным, придумал название «world on fire» («Мир в огне») после того, как использовал эту фразу для рассказа о пожаре на стройке. Затем он подумал, что идея о том, что мир рассказчика «горит», может передать конец отношений. Смит же вдохновился идеей, вспомнив о разрушительном пожаре Camp Fire, который охватил его родной город Парадайз, штат Калифорния, в 2018 году, когда произошли крупнейшие пожары в Калифорнии. Затем Раймс записал демо, в котором было несколько гитарных треков от него и гитариста Сола Филкокса-Литтлфилда; Раймс рассказал Billboard, что вдохновением для аранжировки послужили работы Foo Fighters. Поскольку Смит уже представил мастер-треки альбома своему лейблу, он не мог добавить песню, не перекрыв показатели предрелизных продаж. В результате лейбл решил выпустить делюкс-версию с «World on Fire» и пятью другими треками, которая должна была выйти в тот же день, что и обычная версия альбома.

## Музыкальное видео
12 июля 2023 года Смит выпустил музыкальное видео, режиссёром которого стал Крис Эшли. В клипе Смит исполняет песню, в то время как вокруг него разгорается пожар.

## Коммерческий успех
Трек, выпущенный на лейбле Arista Nashville, достиг 21-й строчки в Billboard Hot 100, где стал вторым появлением Нейта Смита. Песня заняла первое место в американском кантри-чарте Country Airplay (Billboard), а также в Канаде. Это также его вторая песня в чарте Hot Country Songs, где достигла 6-й позиции.
В итоговом чарте Billboard Year-End за 2023 года песня «Whiskey on You» заняла 67-е место в чарте Hot Country Songs (Billboard) по итогам всего года.

## Чарты
| Чарт (2023—2024)                  | Высшая позиция |
| --------------------------------- | -------------- |
| Канада (Canadian Hot 100)         | 39             |
| Канада Country (Billboard)        | 1              |
| США Billboard Hot 100             | 21             |
| США Country Airplay (Billboard)   | 1              |
| США Hot Country Songs (Billboard) | 6              |

| Чарт (2023)                       | Позиция |
| --------------------------------- | ------- |
| США Hot Country Songs (Billboard) | 67      |

| Чарт (2024)                       | Позиция |
| --------------------------------- | ------- |
| США Billboard Hot 100             | 90      |
| США Hot Country Songs (Billboard) | 32      |
| США Country Airplay (Billboard)   | 1       |

## Сертификации
| Регион                                                                      | Сертификация | Продажи   |
| --------------------------------------------------------------------------- | ------------ | --------- |
| Канада (Music Canada)                                                       | Платиновый   | 80 000    |
| США (RIAA)                                                                  | Платиновый   | 1 000 000 |
| Данные о продажах + прослушиваниях приведены только на основе сертификации. |              |           |